# Salto em grandes alturas no Campeonato Mundial de Esportes Aquáticos de 2013 - Feminino
A prova feminina do Salto em grandes alturas no Campeonato Mundial de Esportes Aquáticos de 2013 foi realizada no dia 30 de julho no Port Vell em Barcelona.  A competição foi dividida em três rodadas com saltos de 20 m

## Medalhistas
| Ouro                  | Prata              | Bronze           |
| Cesilie Carlton (USA) | Ginger Huber (USA) | Anna Bader (GER) |

## Resultados
A competição foi realizada no dia 30 de julho.
| Pos.              | Nadadora          | Nacionalidade  | Rodada 1 | Rodada 2 | Rodada 3 | Total  |
| ----------------- | ----------------- | -------------- | -------- | -------- | -------- | ------ |
| Medalha de ouro   | Cesilie Carlton   | Estados Unidos | 54.60    | 72.85    | 84.15    | 211.60 |
| Medalha de prata  | Ginger Huber      | Estados Unidos | 62.40    | 79.05    | 65.25    | 206.70 |
| Medalha de bronze | Anna Bader        | Alemanha       | 65.00    | 72.60    | 66.30    | 203.90 |
| 4                 | Stephanie de Lima | Canadá         | 50.70    | 71.40    | 60.45    | 182.55 |
| 5                 | Tara Hyer Tira    | Estados Unidos | 62.40    | 57.40    | 57.40    | 177.20 |
| 6                 | Diana Tomilina    | Ucrânia        | 42.90    | 74.25    | 36.80    | 153.95 |